# Carro voador
Carro voador, skycar, aerocarro, ou ainda, aerocar, é um tipo de veículo que pode funcionar tanto como um carro pessoal ou uma aeronave. Todos os modelos operáveis já produzidos necessitam de um processo manual ou automático de conversão entre os dois modos de operação. Há muita mistificação e especulação em torno do carro voador, muitos entusiastas consideram que ele é o futuro dos transportes individuais. Porém, existem muitos empecilhos para que essa previsão realmente se cumpra e é quase impossível que ele seja realidade no futuro como meio de transporte urbano.

## História

### Primeiros experimentos
Os primeiros experimentos para o desenvolvimento de um carro voador foram efetuados no começo do século XX por Glen Curtiss e seu Curtiss Autoplane. Em 1926, Henry Ford divulgou um protótipo chamado de "sky flivver", mas o projeto foi abandonado dois anos depois quando a aeronave foi destruída em um acidente, matando o piloto. Apesar de não ser um carro voador, o produto chamou a atenção na época pela proposta de uma aeronave de fácil produção e com preço acessível às massas.
O primeiro carro voador a chegar a voar foi construído por Waldo Waterman (1894-1976). Seu projeto, contudo, similar ao de Ford no que tange à aeronaves de fácil acesso para a população em geral, não chegou a ganhar continuidade.

### Pós-guerra
Na década de 1950, o mundo ocidental encontrava-se em recuperação da Segunda Guerra Mundial, e tudo parecia possível. O carro voador era uma visão de como seria o transporte no século XXI, sendo assim uma característica comum em obras de ficção científica.
Embora diversos projetos tenham sido colocados em prática, nenhum alcançou sucesso comercial, a maioria permanecendo desconhecido do grande público. O exemplo mais bem sucedido, no que diz respeito à produção em série e cujo um dos modelos continua em operação, é o Taylor Aerocar de 1949. Outro design notável, o Mizar de Henry Smolinski, desintegrou-se em voo, matando o projetista e o piloto.
Associações Europeia e Latino-americana para carros voadores foram criados para facilitar o diálogo multilateral e promover o desenvolvimento. A Hyundai apresentou seu primeiro carro voador na CES 2020 em Las Vegas.

## Carros voadores e aeronaves automotivas históricas
- Autogiro Company of America AC-35 - modelo de autogiro automotivo demonstrado para o Departamento de Comércio Aéreo dos Estados Unidos em 1936.
- Waterman Aerobile -  dois modelos, atualmente expostos em museu.
- Fulton Airphibian - modelo de 1946, em exibição no Museu de Aviação do Canadá.
- Convair Model 118 - dois protótipos construídos em 1947.
- Aerocar - Três modelos produzidos em 1949 e ainda existentes: dois em museus e um ainda em atividade.
- Bryan Autoplane - aeronaves automotivas de asas retráteis desenvolvidas em 1953 pela Erco Ercoupe.
- Aerauto PL.5C - desenvolvido no começo da década de 1950.
- Wagner Aerocar - protótipo de automóvel voador de quatro lugares desenvolvido em 1965, o Wagner FJ-V3 Aerocar usava tecnologia de helicóptero.
- AVE Mizar - híbrido de Cessna Skymaster com Ford Pinto desenvolvido no começo da década de 1970. Acidentou-se, matando seu inventor.

## Imagens

Carros voadores
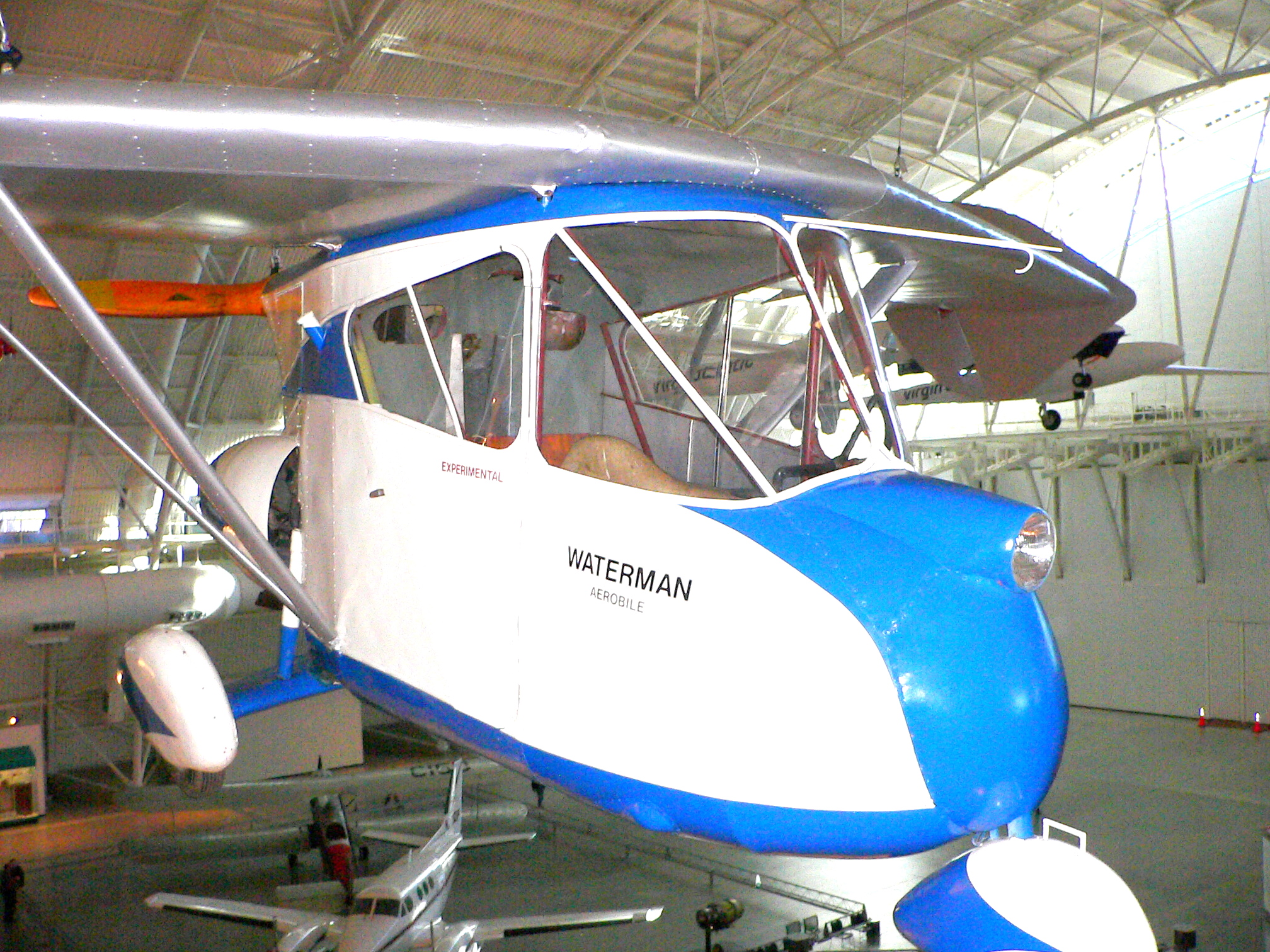
Waterman Arrowbile de Waldo Waterman.
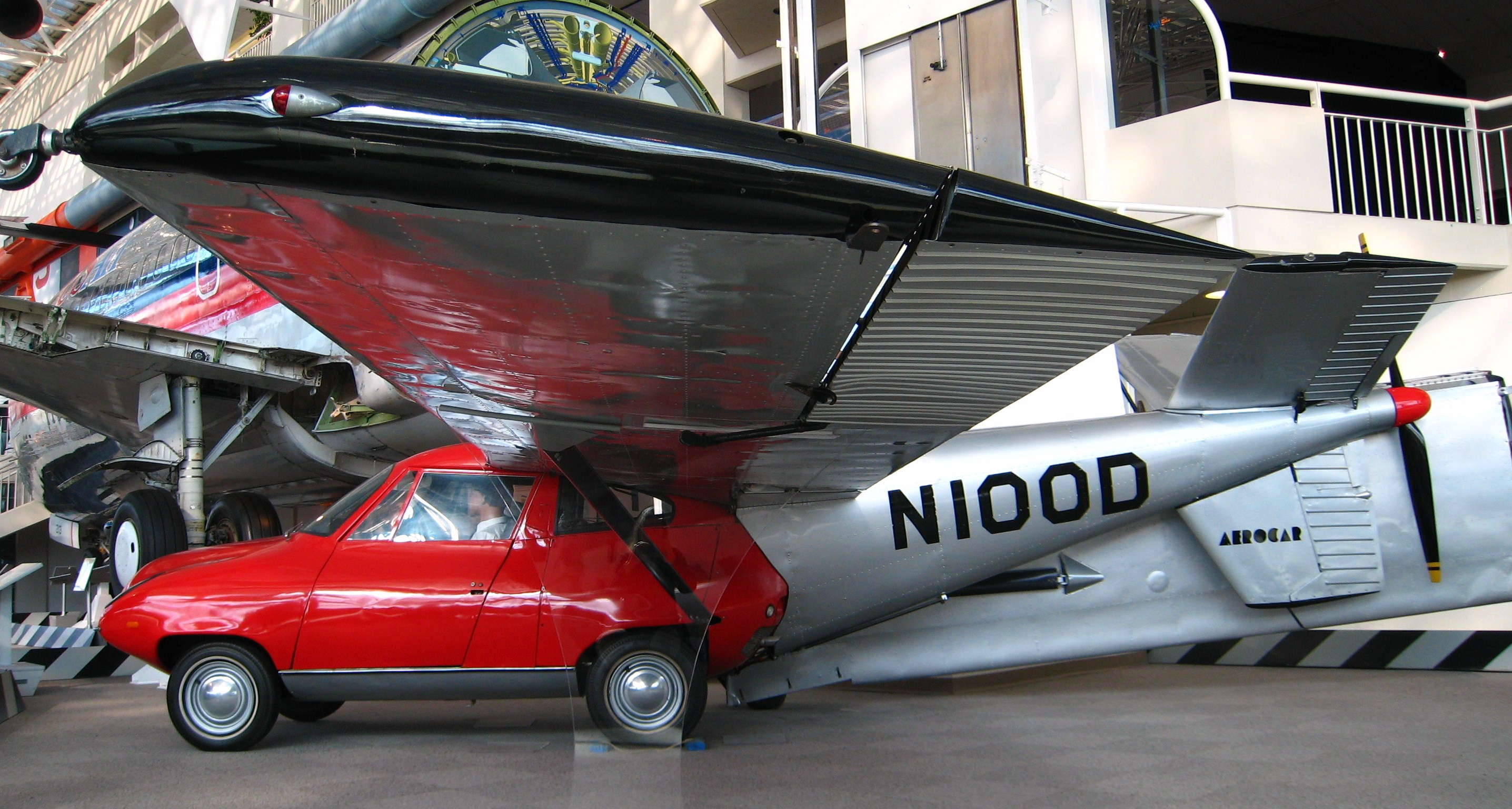
Taylor Aerocar III, construído por Moulton Taylor em 1968.
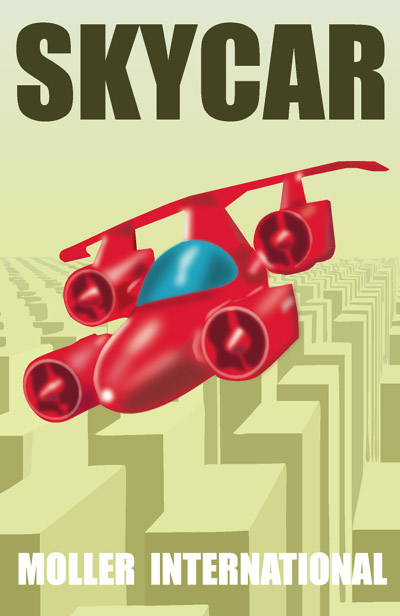
Moller M400 Skycar.